# Hivernage

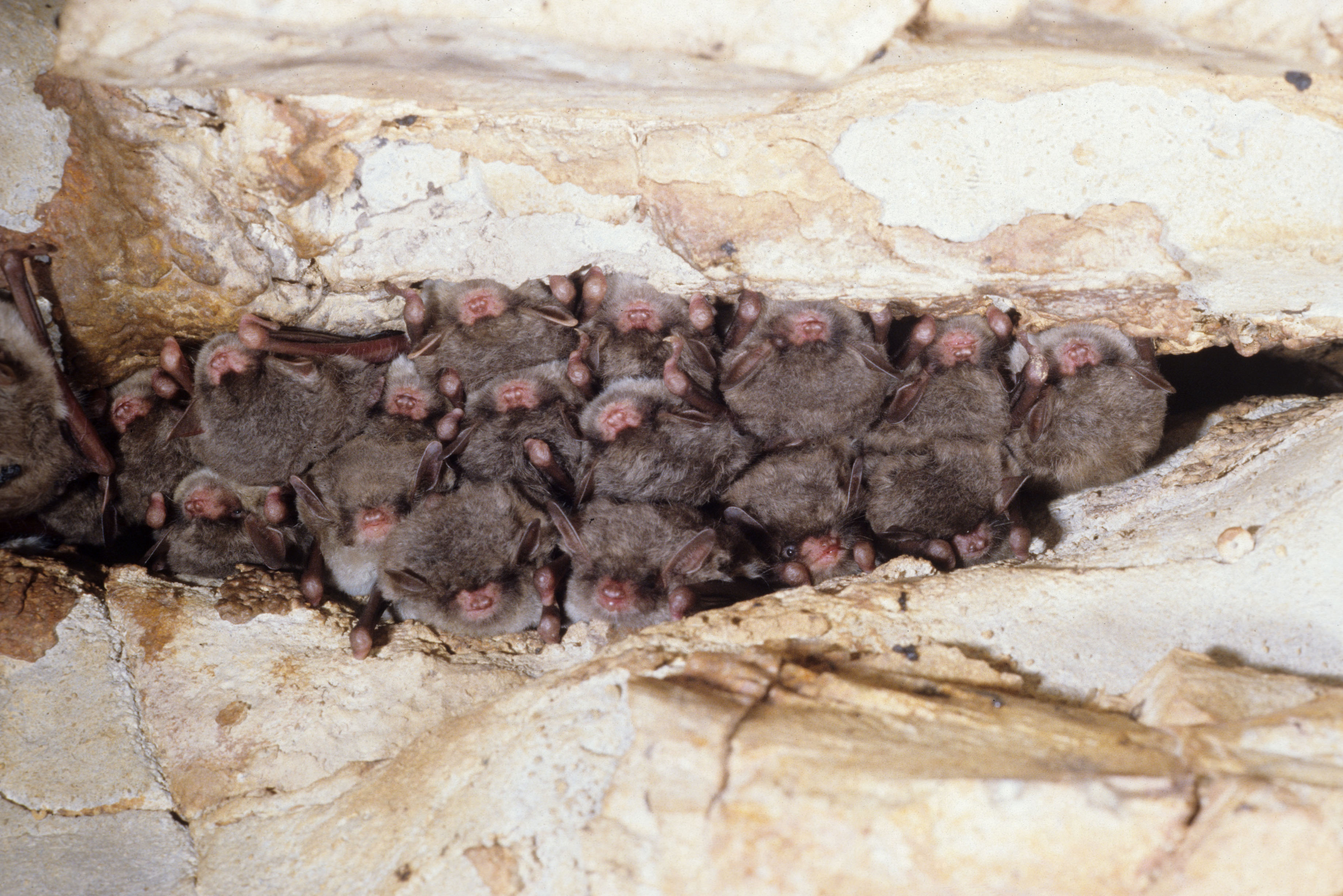
chauves-souris en hibernation.

Ne doit pas être confondu avec Hivernation ou Hibernation.
L'hivernage consiste en une période d'activité ralentie durant la saison hivernale. Le verbe qui lui correspond est hiverner.

## Hivernage des humains
Ce terme est principalement utilisé pour l'activité humaine :
- Lorsque des scientifiques passent l'hiver sur une île Arctique ou Antarctique pour y étudier le climat et la faune.
- Lorsqu'un bateau est pris par les glaces d'un des pôles, et que son équipage y reste pour passer l'hiver. Un tel hivernage est souvent forcé, parfois volontaire (à des fins de recherche scientifique).
- Lorsque les habitants des régions polaires font des réserves (vivres, chauffage…) en prévision de la mauvaise saison.
- Lorsqu'un bateau de plaisance est immobilisé au port durant la mauvaise saison.

## Hivernage des animaux
Bien que les mammifères, eux aussi, fassent de telles réserves (sous forme de graisse corporelle ou de provisions de graines), on utilise rarement ce terme pour eux, parlant plutôt d'hivernation.
Par contre, les oiseaux migrateurs hivernent sur certains sites au terme de leur migration automnale. On entend donc ici l'hivernage comme une période de ravitaillement en attendant le retour vers les sites de nidification.

## Hivernage des plantes
On parle aussi d'hivernage pour des plantes comme l'hévéa qui donne moins de latex en hiver.

## Hivernage ou saison des pluies
- L'hivernage correspond à la saison des pluies dans les pays tropicaux, généralement juin-octobre dans l'hémisphère nord (par exemple Antilles, Sénégal) ou décembre-avril dans l'hémisphère sud. Les pluies, appelées tornades, y sont rares, mais intenses (lorsque leur durée atteint 2 heures elles emportent les routes et les habitants), forçant les habitants à rentrer et cesser toute activité (d'où le nom hivernage), chacune est précédée quelques minutes avant d'un calme lourd et humide puis d'un court mais violent ouragan.